# Швеция на «Евровидении-1980»
Швеция участвовала в двадцать пятом выпуске телевизионного конкурса Евровидение-1980, который состоялся 19 апреля в Гааге, Нидерланды. Страну представлял певец и сонграйтер Томас Ледин с рок-песней Just nu! («Прямо сейчас!»), написанной им самим. По итогам голосования он занял десятое место из 19, набрав 47 баллов. Тем не менее, Just nu! стала предшественницей шведской заявки на Евровидение-1981 Fångad i en dröm в исполнении Бьёрна Шкифса. Конкурс был показан SVT на канале SVT1 с комментариями Ульфа Эльфвинга. Глашатаем от Швеции был Арне Вейс.

## До «Евровидения»

### Melodifestivalen 1980
Начиная с 1958 года шведская телекомпания Sveriges Television (SVT) отвечает за организацию отбора заявки на Евровидение и дальнейшую трансляцию конкурса. Начиная с 1959 года все шведские заявки отбирались через формат национального финала под названием Melodifestivalen. Девятнадцатый выпуск Melodifestivalen состоялся 8 марта 1980 года в телестудии SVT в Стокгольме. Ведущим был Бенгт Бедруп. Как и в предыдущие годы десять песен было представлено во время финала, а победитель определялся путём голосования жюри из 11 городов Швеции. Среди конкурсантов были Тед Ердестад, представитель Швеции на Евровидение-1979 и группа Chips, позднее представлявшая Швецию на Евровидение-1982.
| Порядковый номер | Исполнитель                  | Название песни             | Автор(ы)                          | Очки | Место |
| ---------------- | ---------------------------- | -------------------------- | --------------------------------- | ---- | ----- |
| 1                | Томас Ледин                  | Just nu!                   | Томас Ледин                       | 112  | 1     |
| 2                | Поуль Пальетт                | Tusen sekunder             | Бритта Йоханссон, Торни Сёдерберг | 32   | 9     |
| 3                | Кента                        | Utan att fråga             | Кента Густафссон, Бо Розендаль    | 56   | 6     |
| 4                | Ева Дальгрен                 | Jag ger mig inte           | Ева Дальгрен                      | 48   | 7     |
| 5                | Тед Ердестад и Анника Боллер | Låt solen värma dig        | Тед Ердестад, Кеннет Ердестад     | 57   | 5     |
| 6                | Chips                        | Mycke' mycke' mer          | Торни Сёдерберг, Лассе Хольм      | 75   | 4     |
| 7                | Лиза Ёман                    | Hit men inte längre        | Бенгт Палмерс                     | 94   | 3     |
| 8                | Лассе Линдблом               | För dina bruna ögons skull | Пер Гессле, Мэтс Перссон          | 27   | 10    |
| 9                | Ян Лукас                     | Växeln hallå               | Лассе Хольм, Герт Ленгстранд      | 96   | 2     |
| 10               | Тания                        | Å sjuttiotal               | Торни Сёдерберг                   | 41   | 8     |

## На «Евровидении»
В Гааге Томас Ледин выступал под номером 8, между Данией и Швейцарией. По итогам голосования он занял десятое место из 19, набрав 47 баллов. 12 баллов шведское жюри присудило Великобритании. По состоянию на 2024 год это самый последний раз, когда Швеции не присудила балл ни одна из других скандинавских стран, а также последний раз, когда шведское жюри, в свою очередь, не присудило балла ни одной из других скандинавских стран (за исключением 2016 года, когда Швеция была единственной страной, участвовавшей в финале Евровидения). Во время исполнения шведской песни дирижёром был Андерс Берглунд.

### Голосование
| Очки      | Страна                |
| --------- | --------------------- |
| 12 баллов |                       |
| 10 баллов | - Греция - Люксембург |
| 8 баллов  | - Турция              |
| 7 баллов  |                       |
| 6 баллов  | - Марокко             |
| 5 баллов  | - Италия - Швейцария  |
| 4 балла   |                       |
| 3 балла   |                       |
| 2 балла   | - Германия            |
| 1 балл    | - Испания             |

| Очки      | Страна         |
| --------- | -------------- |
| 12 баллов | Великобритания |
| 10 баллов | Италия         |
| 8 баллов  | Португалия     |
| 7 баллов  | Ирландия       |
| 6 баллов  | Люксембург     |
| 5 баллов  | Германия       |
| 4 балла   | Франция        |
| 3 балла   | Нидерланды     |
| 2 балла   | Швейцария      |
| 1 балл    | Австрия        |